# Phoradendron diminutivum
Phoradendron diminutivum är en sandelträdsväxtart som beskrevs av E.A. Kellogg. Phoradendron diminutivum ingår i släktet Phoradendron och familjen sandelträdsväxter. Inga underarter finns listade i Catalogue of Life.